# Igreja de Nossa Senhora do Rosário (Serro)
A Igreja de Nossa Senhora do Rosário é uma igreja católica localizada no município de Serro, no estado de Minas Gerais.
A construção é da primeira metade do século XVIII e foi concluída em 1758, pela Irmandade de Nossa Senhora do Rosário da Vila do Príncipe, em atividade desde 1728. Está edificada na região onde, nos primórdios da Vila do Príncipe, existiu uma capela de Nossa Senhora da Abadia.
No exterior, possui telhadinho em chalé, óculo envidraçado, duas sacadas com balaústre de madeira e uma porta larga, com almofadas e ornatos esculpidos. Tem pinturas e douramentos de Anacleto Gomes Pereira e Liberato Fernandes Leão. Anexo à igreja existe um cemitério, destinado aos membros da Irmandade.
A igreja sedia a festa do Rosário, promovida anualmente pela Irmandade de Nossa Senhora do Rosário. O seu antigo sino foi encontrado recentemente na Igreja da Concórdia, em Belo Horizonte, onde permaneceu mais de cinquenta anos, e foi solenemente reconduzido ao Serro. Agora, um movimento defende a reconstrução da única torre lateral, existente no passado, para a recomposição do aspecto original da histórica igreja.
Não é amparada por medida direta de tombamento, mas está compreendida no acervo arquitetônico e paisagístico da cidade, tombado em conjunto. Está localizada na Praça do Rosário da cidade de Serro.